# فردریک برتون (هنرپیشه)
فردریک برتون (انگلیسی: Frederick Burton؛ ۲۰ اکتبر ۱۸۷۱ – ۲۳ اکتبر ۱۹۵۷) یک هنرپیشه اهل ایالات متحده آمریکا بود. وی بین سال‌های ۱۹۱۴ تا ۱۹۴۷ میلادی فعالیت می‌کرد. از فیلم‌هایی که وی در آن به ایفای نقش پرداخته، پسران مومیایی، تئودورا وحشی می‌شود (۱۹۳۶)، یکی از راه‌های عبور (۱۹۳۲)، هیچ زن دیگری (۱۹۳۳) و پرندگان عشق (۱۹۳۴) است. او در ۱۲۲ فیلم بین سالهای ۱۹۱۴ و ۱۹۴۷ میلادی ظاهر شد. برتون در ایندیاناپولیس به دنیا آمد و در وودلند هیلز، لس‌آنجلس درگذشت.